# George Byron
George Gordon Noel Byron, Lord of Newstead (London, 1788. január 22. – Meszolóngi, Görögország, 1824. április 19.) Percy Bysshe Shelley és John Keats mellett az angol romantikus költészet egyik legismertebb képviselője.

## Élete

### Gyermek- és fiatalkora
Angol arisztokrata családból származott, apja nagy múltú, nagy tekintélyű főúri család sarja volt, azonban kártyás, részeges, szenvedélyes párbajozó. Anyja skót kálvinista család lánya volt, aki miatt apja anglikán családja Byront is elutasította. Szülei viszonya természetük összeférhetetlensége miatt nagyon korán megromlott, így apja elhagyta őket és Franciaországba ment. Később, amikor egy szabálytalannak minősülő, halálos kimenetelű párbaj miatt gyilkossággal vádolták, agyonlőtte magát. 
Mivel anyját saját és férje családja is kitagadta, nagy szegénységben nevelte fel az akkoriban George Noel Gordon nevet viselő fiát. Byron szegény gyerekként nőtt fel, ráadásul anyja nyomoréknak tartotta, mert születésekor az egyik lábfeje torz volt, és emiatt később sántított. 1798. május 21-én Byron nagybátyja meghalt, de mivel utódai nem voltak, a gyermek Byron örökölte a vagyont és a címet, így ő lett Newstead ura, a VI. Byron báró.

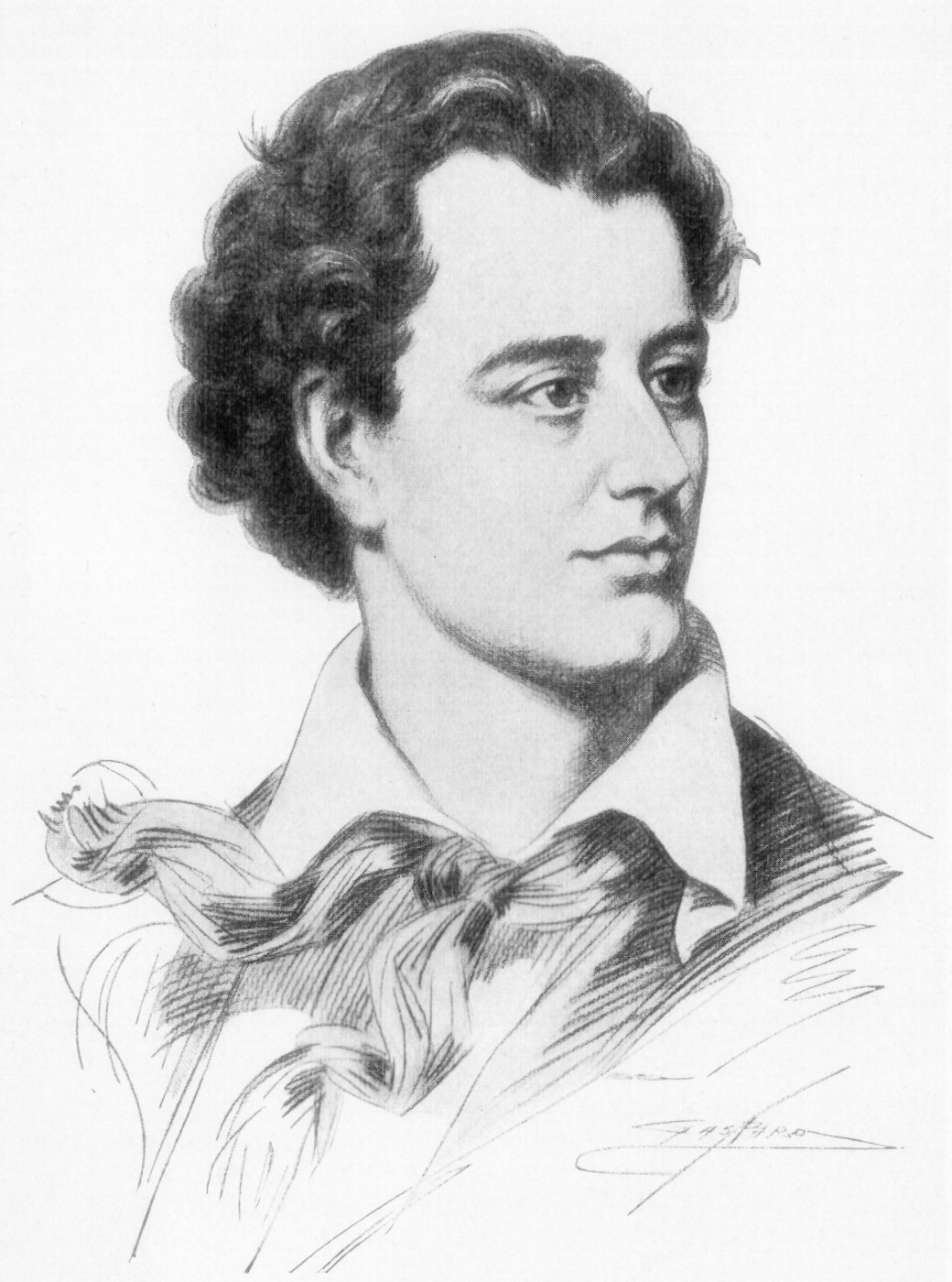
Thomas Phillips festménye (1813)

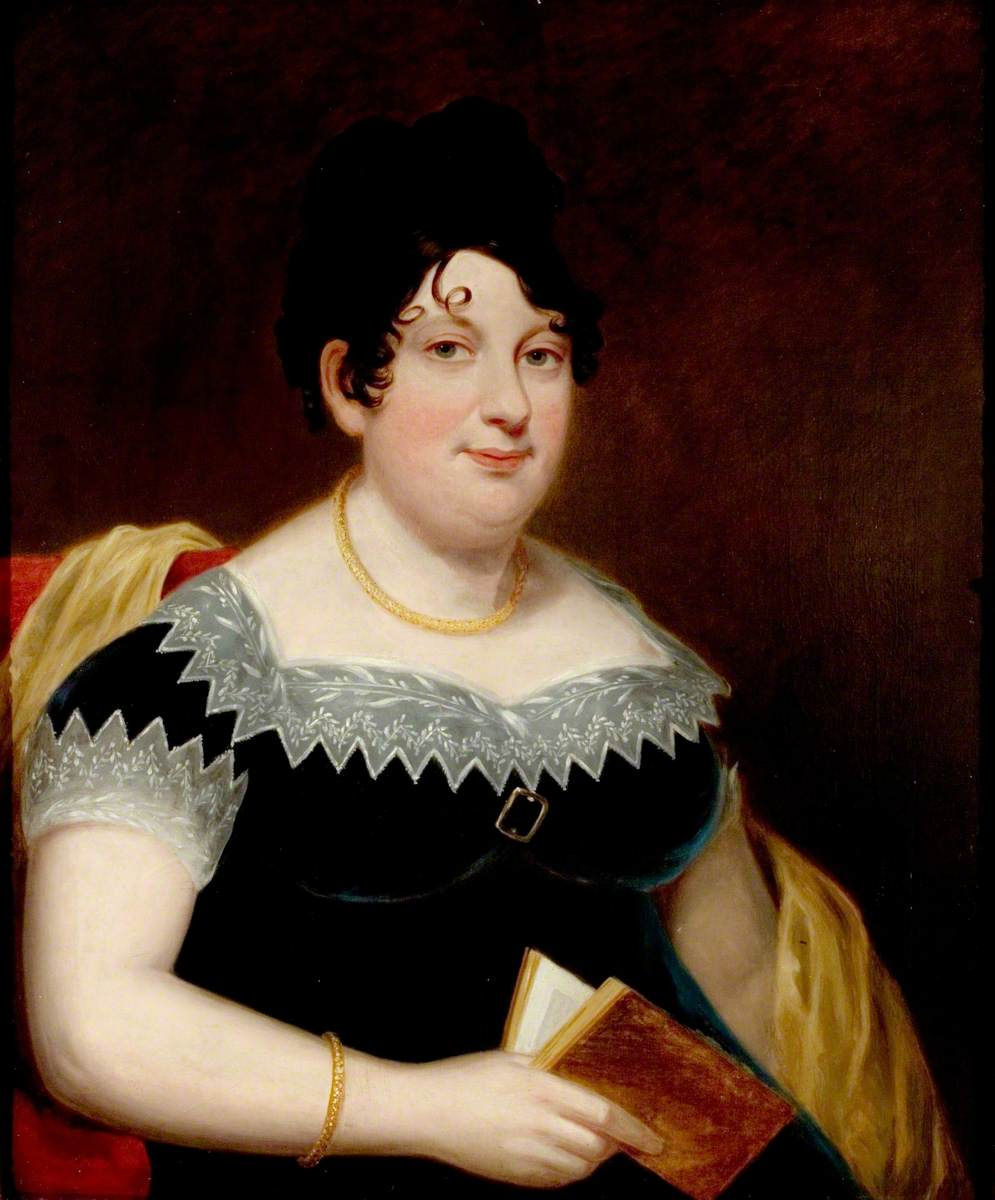
Catherine Gordon, Byron anyja

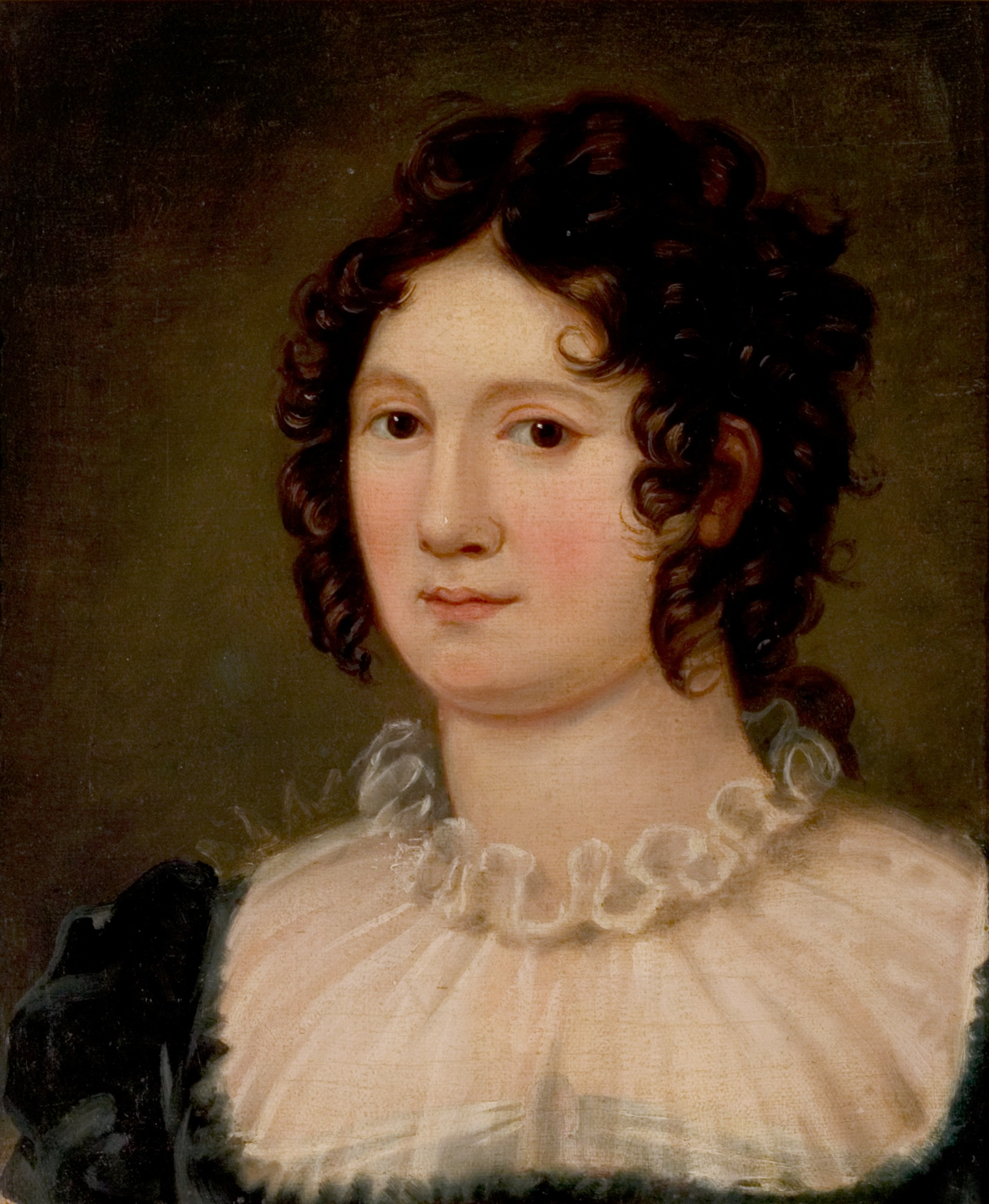
Claire Clairmont írónő (1798–1879), Byron egyik szeretője, gyermekének anyja

Tanulmányait az Aberdeen Grammar Schoolban kezdte, majd 1801-ben a Harrow Schoolba került, ahol egészen 1805-ig maradt. Itt tagja volt az iskola krikett csapatának. Ezek után a Cambridge-i Egyetemen a Trinity College tagjaként tanult, ahol kitűnő minősítéssel végzett. Első verseskötetei, a „Múlandó versek” címmel (1806), „A tétlenség órái” (1807) ezekben az években, diákkorában jelentek meg. Hamar elnyerte fiatal olvasók tetszését valamint rengeteg barátot és szeretőt szerzett magának. 
Miután visszatért Cambridge-be, megismerkedett John Cam Hobhouse-zal, a whiggizmus liberális képviselőjével. Az 1808-as év első felétől érzelmi és érzéki élete kalandossá vált, aminek következményeként megbetegedett.
Gyönyörűségét lelte abban, ha botrányt okozhatott, féktelen, vad természetű volt, a komoly folyóiratok minden politikai oldalról szidalmazták, Brougham, az Edinburgh Review kritikusa hevesen támadta. A kritikára kritikával válaszolt, Pope stílusában megirta az „Angol dalnokok és skót kritikusok" című művét, amelyben az ismertebb írókat, költőket, esszéistákat parodizálta, nevetségessé téve a kor irodalmát.
Megszámlálhatatlan szerelmi viszonya volt, az előkelőségek mellett az alacsonyabb társadalmi rétegekből is voltak szeretői. Ezen kapcsolatokból több törvénytelen gyermeke is származott. Még a szabados erkölcsű emberek is megsokallták azt, amikor féltestvérét Augustát ejtette teherbe. Az évek múlásával egyre nyilvánvalóbbá vált biszexualitása.

### Első utazása
1809-ben barátjával, lord Broughtonnal európai körutazásra indult, bejárta Spanyolországot, Portugáliát, Görögországot és Törökországot. Levelezéséből kiderül, hogy utazásai egyik célja homoszexuális kapcsolatok létesítése volt. Az utazások alatt írta meg a két énekből álló Childe Harold című művét, amely 1812-es publikálása után világsikert hozott számára.
Görögországban számos szerelmi kalandja volt nemcsak nőkkel, hanem férfiakkal is. Az anekdota szerint egy ízben török katonák vittek kivégzésre egy lányt, akinek bűne az volt, hogy kereszténnyel hált. Zsákba varrva a tengerbe akarták fojtani, de Byron lefizette a törököket, és amikor felnyitotta a zsákot, döbbenten ismerte fel benne azt a lányt, akivel nemrégiben feküdt le.

### Visszatérés Angliába
1811. július 11-én tért vissza Angliába. Két híres beszédet mondott a parlamentben, a luddita géprombolók és az ír nép védelmében, ugyanakkor publikálta a Childe Haroldot. 1815-ben feleségül vette a kitűnő matematikust, Anne Isabella Milbankset. Azonban miután a felesége, féltestvérével (apjának törvénytelen leányával) hűtlenségen kapta, beadta a válókeresetet, majd vérfertőzés vádjával feljelentette. Lányukat, Ada Lovelace-t a számítógép-programozás úttörőjeként tartják számon.

### Második, végső utazás

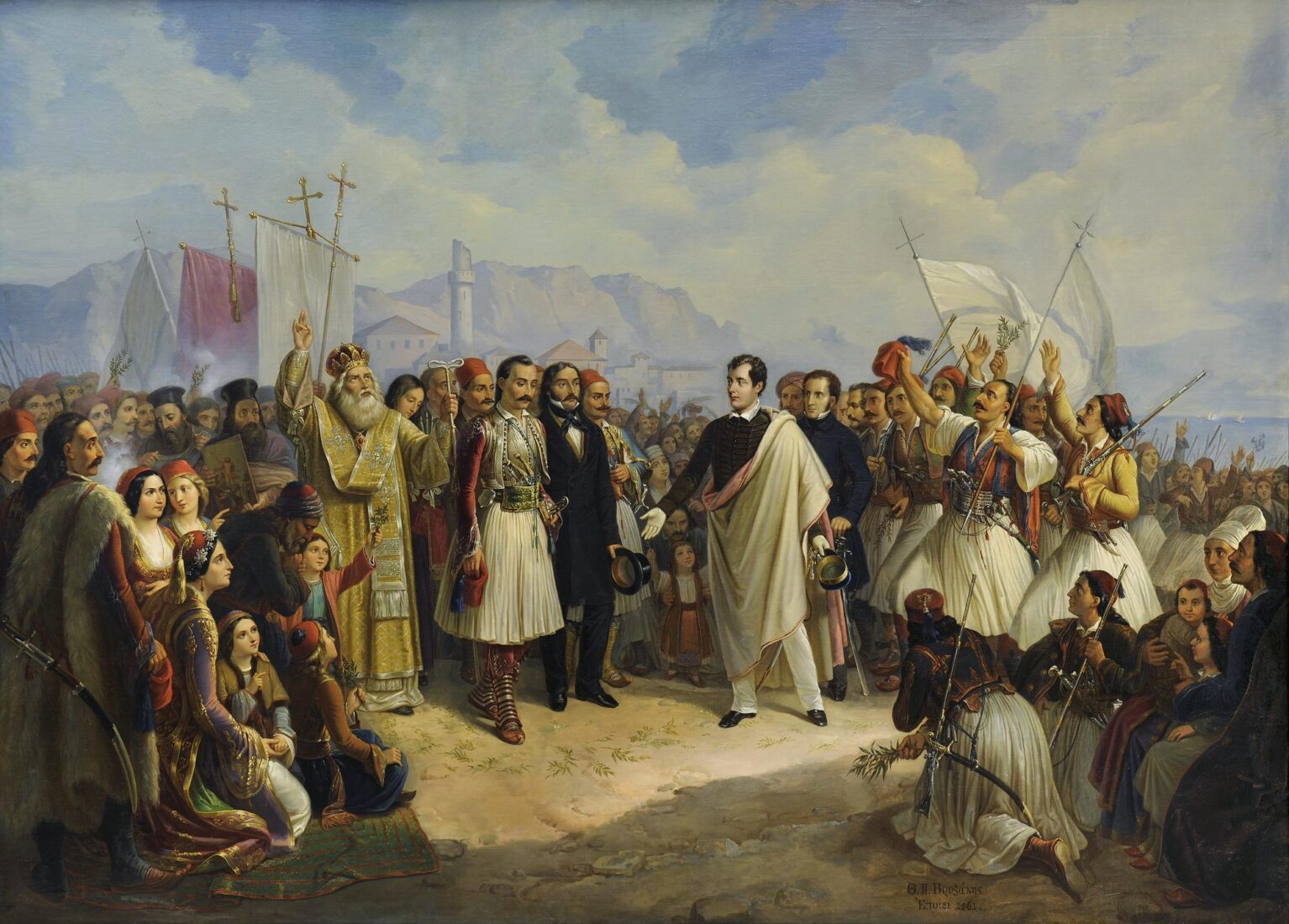
Lord Byron fogadása Misszolungiban. A város a görög szabadságharcban a görögök nevezetes főhadiszállása volt

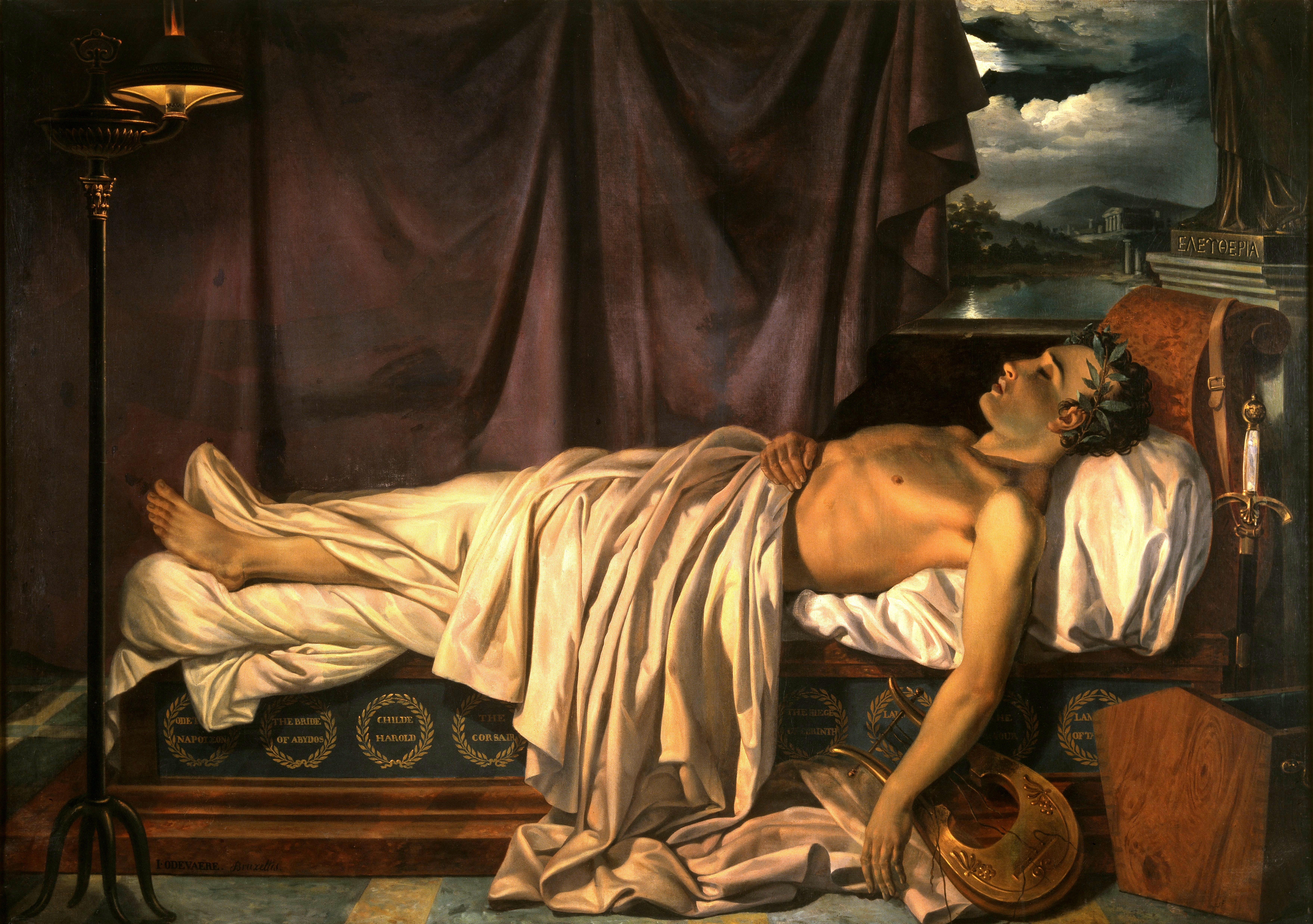
Lord Byron a halálos ágyán. Joseph-Denis Odevaere olajfestménye 1826-ból

Miután Byron másodjára, egyben utoljára elhagyta Angliát, és folytatta művét: Harold ugyanúgy Svájcba ment, mint költője. A Genfi-tó partján lévő Villa Diodatiban, ahol Mary és Percy Bysshe Shelleyvel lakott, akik szintúgy elhagyták Angliát, írták egymás és önmaguk szórakoztatására a gótikus regényeket, melyek közül csak Mary Shelley műve, a Frankenstein avagy a modern Prométheusz készült el. Ezt követően Velencébe ment, és ott fejezte be a Haroldot. Ugyanott ismerkedett meg Teresa Guiccioli grófnővel, utolsó nagy szerelmével. 1821-ben Pisában telepedett le, ahol Leigh Hunttal „The Liberal” címmel folyóiratot adott ki. Részt vett az olasz forradalmárok szervezkedésében.

#### Részvétele és halála a görög szabadságharcban
A Harold mű befejező, negyedik énekében Harold felismeri, akkor értelmes a lét, ha van cél, amelyért mások érdekében tettekkel is harcol az ember. A befejezés az életben következett be, amikor 1823-ban Byron Harold elképzelt útját követve, elindult a szabadságért harcolni. A magyar Jósika Miklós is Byron mellé készült Meszolongiba önkéntesnek. 1824 elején Nyugat-Görögországban szállt partra a saját pénzén felfegyverzett csapattal. Részt vett a szabadságharcban a görögök oldalán a törökök ellen. 
Pénzéből felszerelt egy hajót és Albániába utazott. Itt amikor hajótörést szenvedett, találkozott szkipetár banditákkal, az ún. szuliótákkal, akikkel ismeretséget kötött. Amikor kikötött az országban, több száz haramiát fogadott a zsoldjába, de ezért majdnem az életével fizetett. A szulióták nem nagyon kívántak harcolni a törökkel, inkább azon mesterkedtek, hogy őt kifosszák. 
Végül a költő az itt szerzett betegségben, mocsárlázban halt meg, 1824. április 19-én. Pontosan két évvel azelőtt, ugyanebben a betegségben hunyt el a lánya, Allegra is, aki Claire Clairmont-nal való viszonyából született. Végakarata ellenére testét bebalzsamozták, Angliába szállították, és a hucknalli (Nottingham) Mária Magdolna-templomban temették el. Belső szerveit egy kőurnában a meszolongi Szent Szpiridion-templomban helyezték örök nyugalomra.

## Munkássága
Byron már 1809-ben keletkezett verseiben szembeszállt Wordsworth és Coleridge romantikájával, s a felvilágosodás klasszicizmusát vallotta eszményképének. A „byronizmus”, a byroni hős individualizmusa, bágyadt közönye, nemes gesztusai és embergyűlölete nemzedékeken keresztül a romantika legfőbb ismérve és vonzereje volt.
Első alkotói korszakát 1813–15-ben keletkezett keleti tárgyú költemények alkotják. Ilyen költemények voltak A gyaur (1813), Az abüdoszi menyasszony (1813), A kalóz (1814), Lara (1814). Ezután egy sor drámát és drámai költeményt írt: Manfred (1817), A chilloni fogoly (1816), Marino Faliero (1821) és a Kain (1821). Eme művek az emberi szabadság, az egyéniség lázadásának dicsőítései. De írt politikai szatírákat is, mint Az Ítélet látomása (1822), A bronzkor (1823), majd megírta a nagy szatirikus verses regényét, a 16 énekből álló, befejezetlenül maradt Don Juant (1819-24).

## Fő művei
- Hours of Idleness (1806)

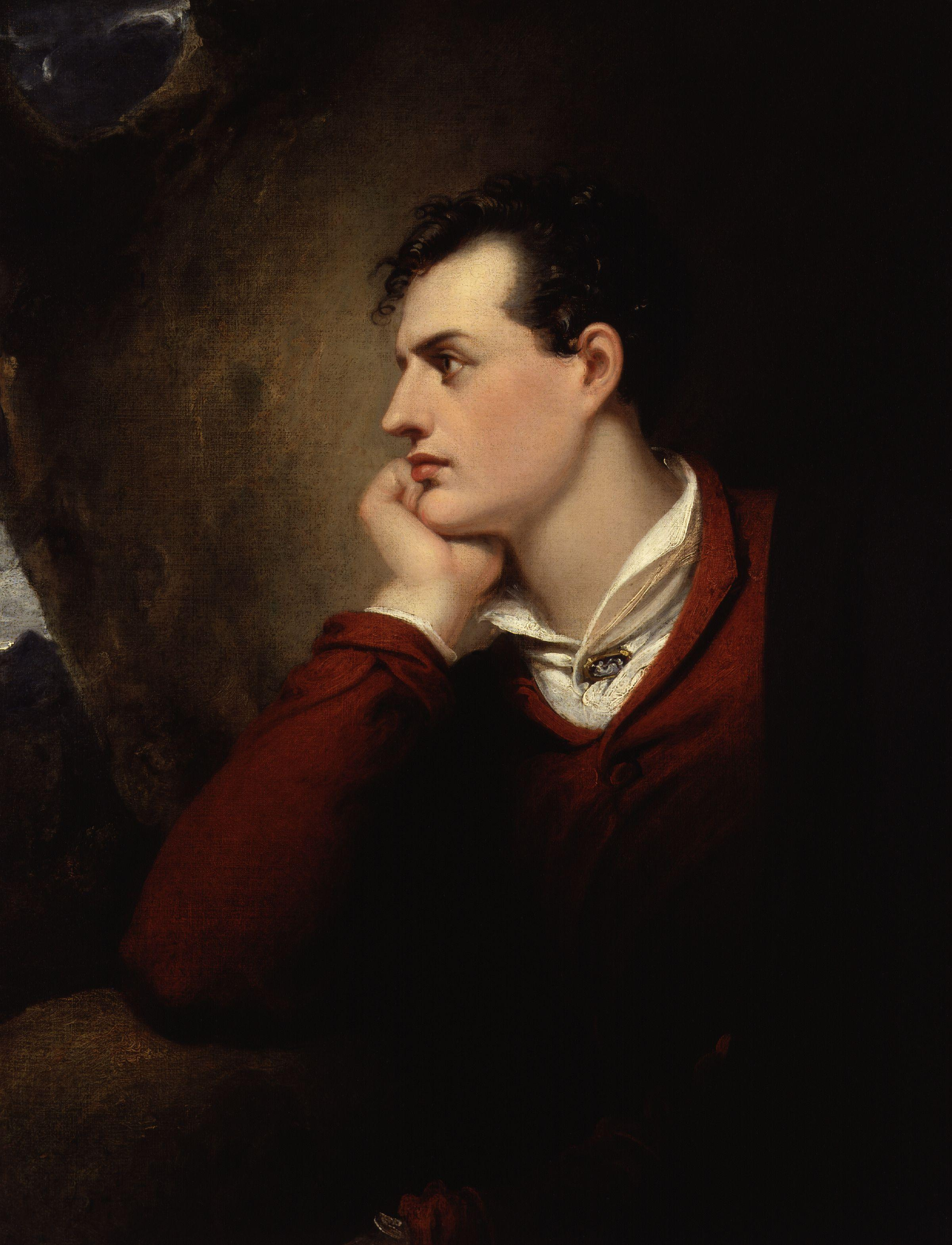
Richard Westall: George Gordon Byron portréja

- English Bards and Scotch Reviewers (1809)
- Childe Harold's Pilgrimage (1812 – 1818)
- The Giaour (1813)
- The Bride of Abydos (1813)
- The Corsair (1814)
- Lara (1814)
- Hebrew Melodies (1815)
- The Siege of Corinth (1816)
- Parisina (1816)
- The Prisoner Of Chillon (1816)
- The Dream (1816)
- Prometheus (1816)
- Darkness (1816)
- Manfred (1817)
- The Lament of Tasso (1817)
- Beppo (1818)
- Mazeppa (1819)
- The Prophecy of Dante (1819)
- Marino Faliero (1820)
- Sardanapalus (1821)
- The Two Foscari (1821)
- Cain (1821)
- The Vision of Judgement (1821)
- Heaven and Earth (1821)
- Werner (1822)
- The Deformed Transformed (1822)
- The Age of Bronze (1823)
- The Island (1823)
- Don Juan (1819 – 1824; befejezetlen)

## Magyarul

### 1919-ig
- Childe Harold; ford. Bickersteth Johanka; Puky Miklós Ny.–Ráth, Genf–Bp., 1857
- Lord Byron György: Manfred. Drámai költemény; ford. Kludik Imre; Bakos Ny., Szolnok, 1880
- Don Juan. Verses regény, 1-2.; ford. Ábrányi Emil; Révai, Bp., 1885
- Manfred. Drámai költemény; ford., bev. Ábrányi Emil; Singer-Wolfner, Bp., 1891
- A kalóz; ford. Kacziány Géza; Franklin, Bp., 1892 (Olcsó könyvtár)
- Don Juan. Verses regény, 1-2.; ford., bev. Ábrányi Emil; bőv. kiad.; Révai, Bp., 1892
- Kain. Mysterium; ford. Győry Ilona; Franklin, Bp., 1895 (Világirodalom gyöngyei)
- Az álom; ford. Popini Albert; Csendes Ny., Temesvár, 1898
- Kain. Miszterium; ford. Mikes Lajos; Lampel, Bp., 1899 (Magyar könyvtár)
- Transformatio. Dráma; ford. Mayné Marczali Erzsi; Franklin, Bp., 1913 (Olcsó könyvtár)
- Childe Harold zarándokútja. Verses regény; ford., jegyz. Torkos László; Lampel, Bp., 1914
- Mazeppa; ford. Kosztolányi Dezső; Kner, Gyoma, 1917

### 1920-1944
- Beppo. Verses elbeszélés; ford. Kosztolányi Dezső; Tevan, Békéscsaba, 1920
- Ifjú Harold zarándokútja; ford. Harsányi Zsolt; Genius, Bp., 1924
- A sziget; ford. Dézsi Lajos; Amicus, Bp., 1924
- Shakespeare Hamletje és Byron, Milton, Shelley, Rabindranath Tagore, Whitman, Wilde és Wordsworth: Versek; ford. Szabó T. Attila; Füssy, Torda, 1929
- Beppo. Velencei történet; ford. báró Malcomes Béla; Franklin, Bp., 1929
- Vízözön. Misztérium; ford. Dubovszky Inka; Sárkány Ny., Bp., 1940

### 1945–
- Don Juan. Verses regény; ford. Ábrányi Emil, átdolg. Görgey Gábor, bev. Hegedüs Géza, jegyz. Görgey Gábor, F. Csanak Dóra; Európa, Bp., 1964 (A világirodalom klasszikusai)
- Byron válogatott művei, 1-2.; Európa, Bp., 1975
- Naplók, levelek; ford. Bart István, Gy. Horváth László, Tótfalusi István, vál. Péter Ágnes, jegyz. Tótfalusi István; Európa, Bp., 1978
- Három költő. Antológia Byron, Shelley, Keats műveiből; összeáll., tan. Cs. Szabó László; Szépirodalmi, Bp., 1990
- Byron, Shelley és Keats versei; ford. Babits Mihály et al., vál., szerk., jegyz. Ferencz Győző; Európa, Bp., 2002 (Európa diákkönyvtár)
- Childe Harold zarándokútja. Verses regény / Childe Harold's pilgrimage. A romaunt; ford., jegyz. kieg. Deme Gyula; Hungarovox, Bp., 2009